# 張溥 (天順進士)
張溥（1436年—？），字彥愽，直隸揚州府江都縣人，明朝政治人物。進士出身。

## 生平
應天府鄉試第七十六名。天順四年（1460年）庚辰科會試第六十八名，殿試登進士第三甲第六十一名。

## 家族
曾祖張貳。祖父張汝濟。父亲張輯，曾任南京國子監助教。